# 越子城历史文化街区

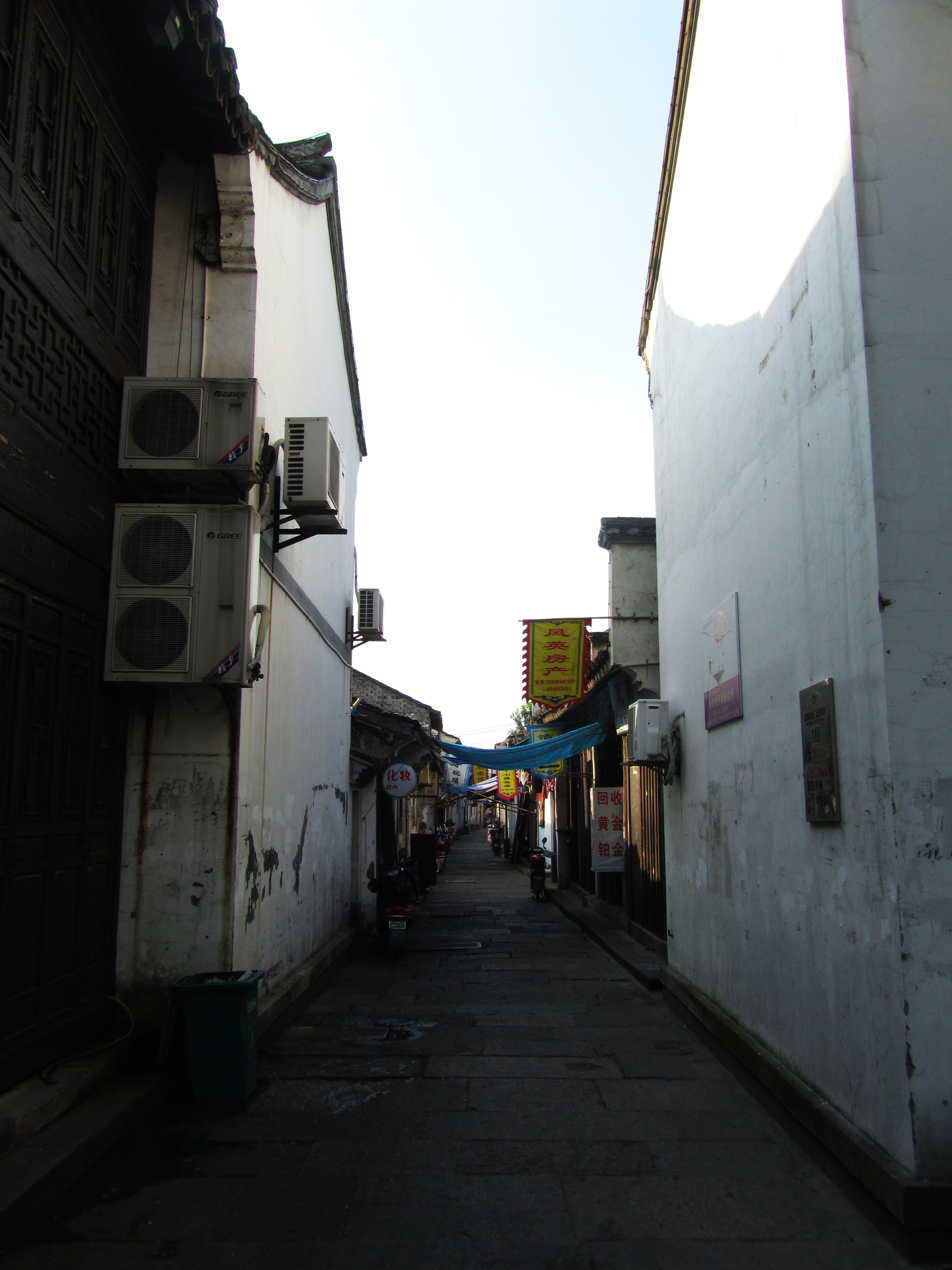
仓桥直街

越子城历史文化街区是浙江省绍兴市的八大历史文化街区之一，位于越城区府山街道，即绍兴古城内西部
越子城历史街区范围北至胜利路，东至仓桥直街，西临府山西路、环城西路，南至司狱使前，即府山周边地区,占地面积63.92公顷。此处是绍兴城市的发祥地，原为公元前490年所筑句践小城的所在地。府山上下遍布历史遗迹和文物古迹。
仓桥直街位于越子城历史街区内，临环山河，形成了绍兴水城的独特景观。

## 历史文物
越子城历史文化街区内有众多历史遗迹、名人故居:
- 范文澜故居，环山河南侧龙山宾馆内，绍兴市文物保护单位
- 孙清简祠，位于偏门直街31号，绍兴市文物保护单位
- 文种墓，府山东北麓，绍兴市文物保护单位
- 烈士墓，府山南麓，绍兴市文物保护单位
- 府山摩崖题刻，府山北麓，浙江省文物保护单位
- 越王台，府山东南麓，绍兴市文物保护单位
- 风雨亭，府山西巅，绍兴市文物保护单位
- 华家台门
- 冯家台门